# جوانشیر جعفروف
جوانشیر خلیل اوغلو جعفروف (به ترکی آذربایجانی: Cavanşir Xəlil oğlu Cəfərov) (۱۹۵۳ - ) رهبر ارکستر اهل جمهوری آذربایجان است. وی در سال ۱۹۷۷ فارغ‌التحصیل کنسرواتوار سنت پیترزبورگ شده‌است.
او در اکتبر ۲۰۰۰ لقب خادم هنر افتخاری آذربایجان و نیز در سال ۲۰۰۵ لقب هنرمند خلق آذربایجان را دریافت کرد.